# Maladolescenza
Maladolescenza (Título en alemán: Spielen wir Liebe) es un filme italiano de 1977 del género drama, dirigido por Pier Giuseppe Murgia.

## Sinopsis
Una pareja de adolescentes pasan el verano en la casa de verano familiar de uno de ellos. Juntos pasan el día en el bosque de los alrededores, disfrutando de la naturaleza y amándose. Pero la irrupción de una nueva amiga va a confundir y comenzar a destruir la relación entre los dos.

## Elenco
- Lara Wendel - Laura
- Eva Ionesco - Silvia
- Martin Loeb - Fabrizio

## Polémica y veto
"Maladolescenza" es conocida por el uso de actores y actrices menores de edad en escenas de desnudos y de sexo, lo que generó polémica entre el público. El filme es muy difícil de ser encontrado en algunos países por haber sido vetado en estos.
En Alemania, aunque se estrenó sin cortes en los cines con la duración de 93 minutos en 1977, hubo protestas del público que hicieron que muchas escenas fuesen suprimidas en las versiones lanzadas para la compra, reduciendo el tiempo del filme a 77 minutos.
En 2004, una distribuidora de DVD de culto restauró estas escenas en una versión remasterizada con 93 minutos. Esta versión posteriormente fue vetada por tribunales de Alemania, el 28 de julio de 2006, considerando el material como pornografía infantil, retirando así todas las copias del catálogo.